# Вірменська церква (Луцьк)
Вірменська церква святого Стефана — давній храм луцьких вірмен. Збудований у 1427, або XVI столітті. У радянський час перебудований у житловий будинок, яким є і нині. Розташовується за адресою вулиця Галшки Гулевичівни, 12.

## Історія

### Початки заселення
У XIII столітті в Луцьку з'явилися перші вірменські поселення. У цьому столітті налічувалося близько 300 будинків у вірменському кварталі. У XIV столітті вірменська колонія вже була досить чисельною. У посланні католикоса Теодороса ІІ у 1388 році луцька громада згадана на третьому місці після кам'янецької та львівської. Ймовірно, центр релігійного життя був певний період у Луцьку, аж поки він перемістився до Львова. Вірмени були майстрами з обробки каменю, тому існують думки, що вони долучилися до будівництва всіх кам'яниць Луцька, а також замку.

### Розквіт
У 1427 році збудовано храм у вірменському кварталі міста в південній частині. У 1429 році вірменський єпископ був у складі делегації, яка зустрічала гостей з'їзду європейських монархів у місті. Проте невідомо, чи був це луцький єпископ. У 1432 році король Ягайло надав луцьким вірменам привілей, де підтвердив їхні права. Пізніше, у 1445 р., великий князь Великого князівства Литовського Свидригайло, резиденція якого була в замку, подарував село Цеперів вірменській церкві. У часи розквіту міжнародної торгівлі Луцька вірмени активно брали участь у цій справі. Вони відіграли найвагомішу роль у Східному напрямі торговельних зв'язків міста. Серед заможних лучан велику кількість становили вірмени. Вони зробили свій великий внесок у культуру Луцька поряд із іншими народами, які тоді проживали в місті: євреями, караїмами, татарами, німцями.

### Нове піднесення

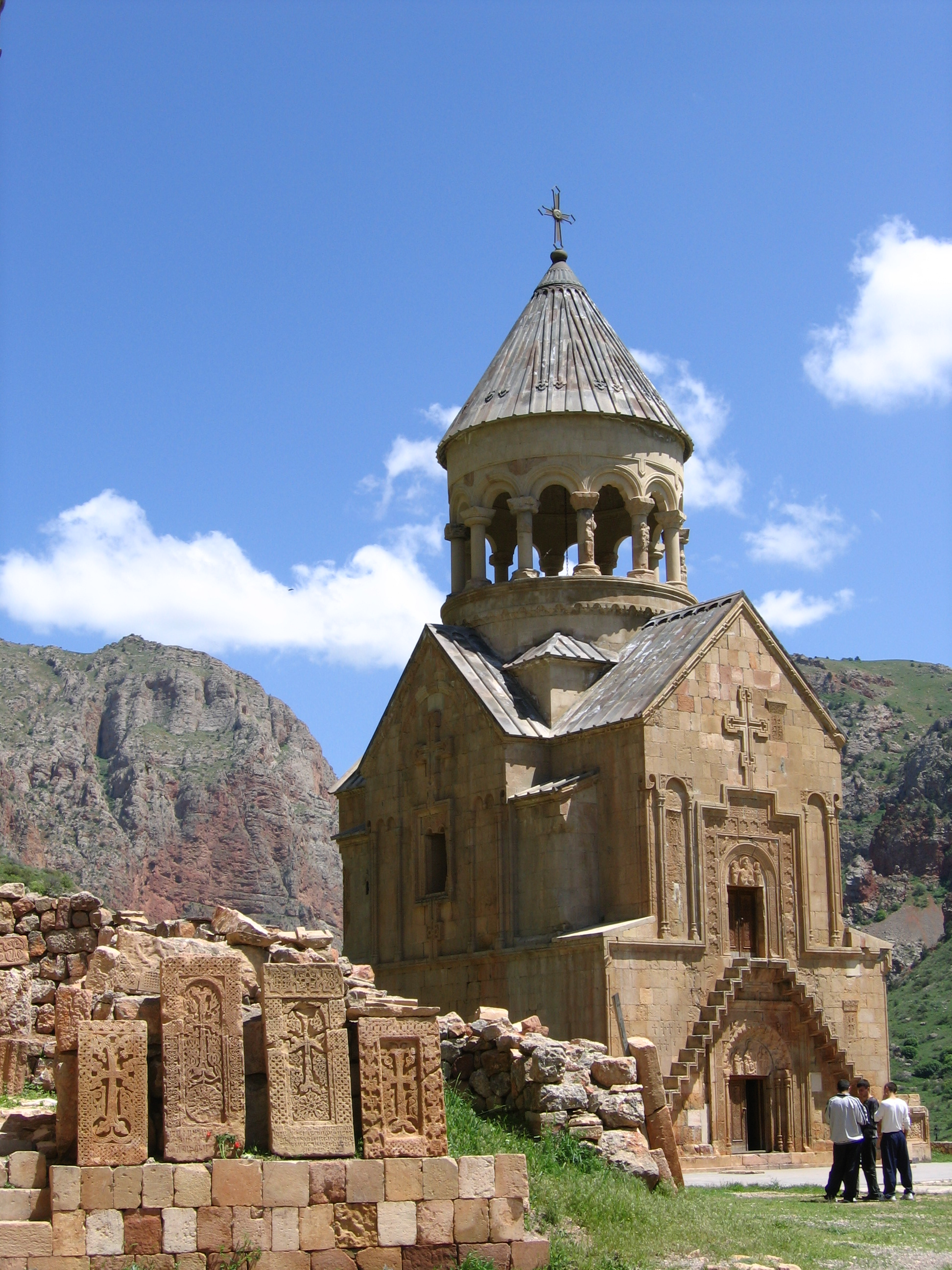
Аствацацін у Нораванку

У другій половині XV ст. з певної причини відбувся занепад луцької вірменської громади. Багато вірменів переселилося із Луцька до Львова. Проте вже в наступному столітті вона зазнала відродження і нового піднесення. Будується новий храм, який дістав посвяту Святому Стефанові. Священиком тоді став Вартик. Не вдалося встановити, чи сьогоднішня вірменська церква є тією, що будувалася у 1427, чи тією, яка постала у XVI ст. Імовірно, був не один храм. Церква володіла кількома дворами та плацами в місті, а також було відновлене володіння селом Цеперів. Стосовно цього села відбувалися судові тяганини Вартика, а згодом і його сина Василя, із Василем Гулевичем, позаяк маєток останнього межував із Цеперовом і той влаштовував розбійні напади з метою заволодіння маєтком. Зрештою, король Стефан Баторій видав охоронну грамоту Вартиковичам на маєток. Судові справи з Василем Гулевичем стосовно його поведінки вели й господарі інших маєтків Волині.
У 1585 році поруч із церквою розташовувався монастир, який містив шпиталь, та невеликий цвинтар. Вся територія була обгороджена міцним парканом. Вулиця, де розташовувався храм, звалася Вірменською. Поряд із храмом на сусідній вулиці був фарний костел Святого Якуба.
У середині XVII ст. в документах церква Св. Стефана часто іменується костелом, що може свідчити про її перехід під юрисдикцію львівського вірмено-католицького єпископства.

### Занепад громади

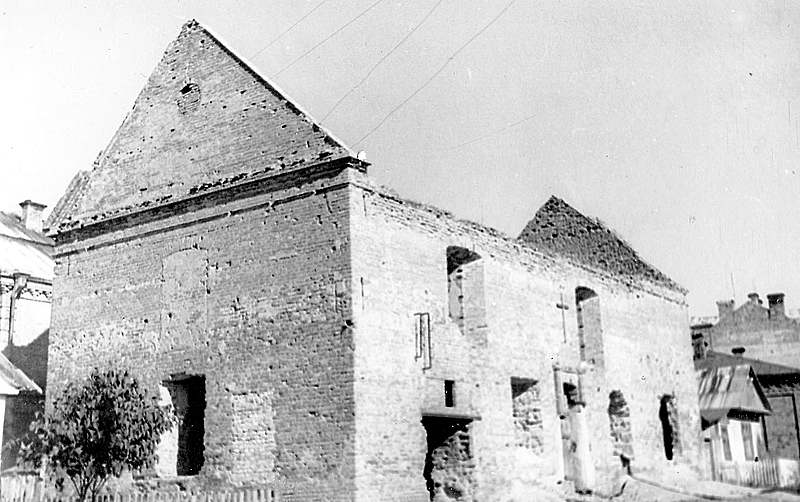
Фото зламу XIX-ХХ ст.

У XVIII ст. життя луцької вірменської громади характеризувалося певним занепадом. На початок століття в місті жили всього 11 вірменських родин. У 1789 році вірменська юридика була забудована дворами шляхти невірменського походження. Занепад громади узгоджувався із занепадом самого королівства. У 1795 році стався Третій поділ Польщі, під час якого Волинь була анексована у склад Російської імперії.
У 1820 р. в місті, ймовірно, не залишилося вірменів, тож костел Св. Стефана був забраний під військовий склад. Проте вже у 1845 році на загальноміській пожежі склад згорів. З того часу руїна давнього вірменського храму перебувала у приватній, або муніципальній власності, і були спроби кілька разів розібрати його на матеріал. Зрештою, храм так і простояв руїною до 1950-х років, коли його реставрували, однак зробивши у ньому житлові приміщення.

## Стан сьогодні
Сьогодні старовинний вірменський храм використовується як житловий будинок. У 2000-х роках була здійснена двоповерхова прибудова до споруди, яка погіршила загальну архітектуру та сприйняття із вулиці Галшки Гулевичівної.
Напочатку століття відбулося чергове відродження вірменської громади Луцька. У місті діє Товариство вірменської культури на чолі з Хаджиком Даніеляном. Працює недільна школа, де вивчається мова, історія, культура вірмен. До складу Товариства входить близько 150 активних членів. Від імені вірменської громади надсилалися письмові звернення відновити історичну назву вулиці Паші Савельєвої, де стоїть давня будівля, — на Вірменську. Проте у 2007 році вулицю назвали на честь Галшки Гулевичівної.

## Архітектура

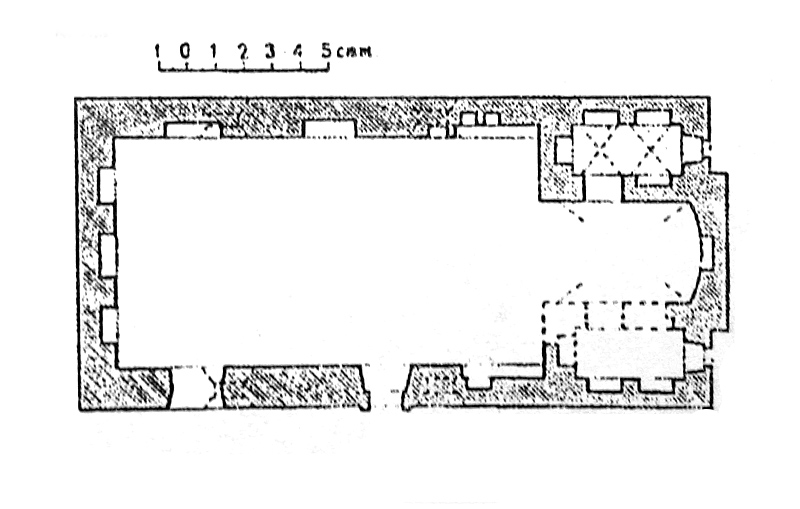
План

Архітектура давнього вірменського храму станом на сьогодні є маловпізнаваною храмовою внаслідок пожежі 1845 року та реконструкції під житло у 1954 р. Будинок являє собою паралелепіпед шириною до 11 м та довжиною 22,25 м. Висота до гребеня двосхилого даху — 14 м. Абсида центрального вівтаря утворена 60-сантиметровим прямокутним виступом східної стіни завширшки 5,5 м, а всередині — невеликим циліндричним заглибленням. Товщина стін — 1,38 м. У будівництві використано два типи цегли: 27x12,5x8,5 см (XV ст., вежа Чарторийських Окольного замку) та 30x16x6,5 см (початок XVII ст., єзуїтський колегіум). Кладка стін неготична.
З боків центрального вівтаря Святого Стефана знаходилися ризниця і паламарня із хрестовим склепінням. Молитовний зал мав пласке перекриття. У стінах усіх приміщень були ніші з напівциркульним завершенням. Один із двох південних входів мав ренесансні лиштви. У храмі було три вівтарі — Св. Стефана, Божої Матері, та Св. Каетана.
Подібне планувальне рішення знайдено у храмах Аствацацін у Нораванку, Вайоц-Дзорі та інших.

## Фото

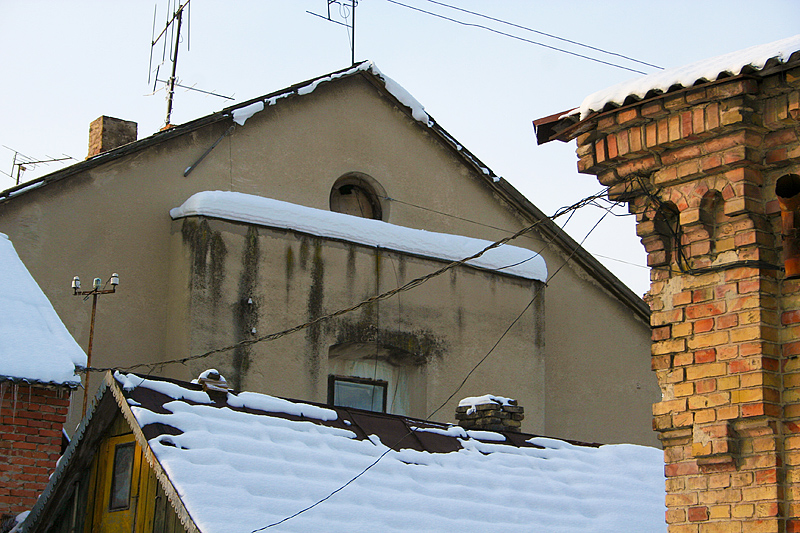
Східні сторона
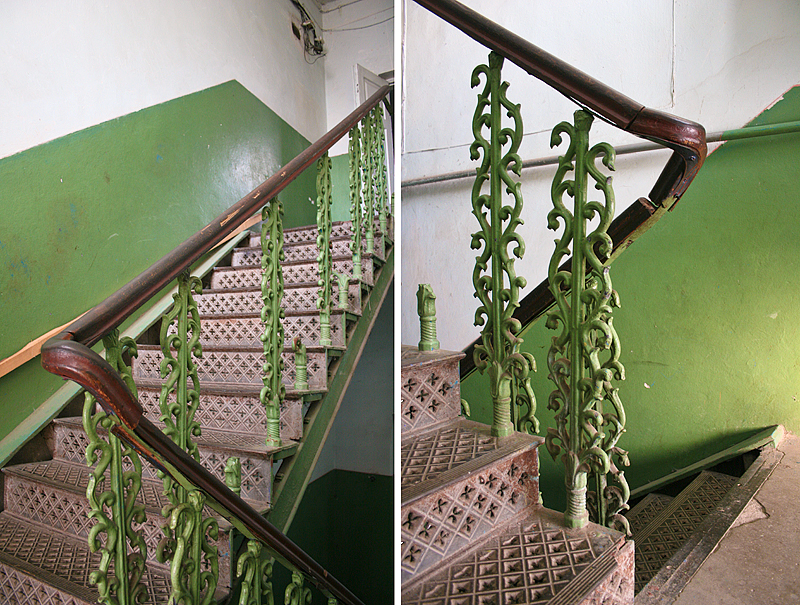
Під'їзд
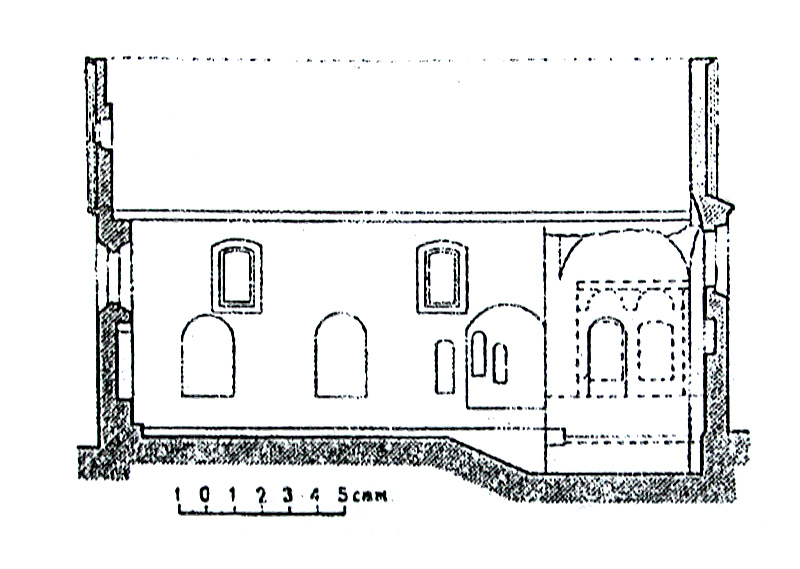
Розріз